# كيرينغ
كرينج هي مجموعة فرنسية دولية فاخرة مقرها في باريس ، فرنسا ، ومتخصصة في السلع الفاخرة . العلامات التجارية الفاخرة المملوكة من قبل مجموعة تشمل غوتشي ، إيف سان لوران ، بالينسياغا ، ألكسندر ماكوين ، بوتيغا فينيتا ، بوشرون ، بريوني وبوميلاتو .

## التأسيس
تأسست الشركة في عام 1963 من قبل فرانسوا بينو . تم نقلها على يورونكست باريس في عام 1988 وكانت مكونًا من مؤشر كاك 40 منذ عام 1995. فرانسوا هنري بينو هو رئيس مجلس الإدارة والرئيس التنفيذي للمجموعة منذ عام 2005.

## روابط خارجية
- الموقع الرسمي